# Rafael Nobre
Rafael Pereira Nobre (Nilópolis, 15 de abril de 1983) é um político brasileiro filiado ao União Brasil (UNIÃO). Exerceu dois mandatos como vereador do município de Nilópolis, tendo sido presidente da câmara de vereadores do município. É deputado estadual do Rio de Janeiro. 
Em 2016, foi eleito pela primeira vez ao cargo de vereador de Nilópolis, pelo Partido Progressista (PP), com 2.773 votos.
Em 2020, foi reeleito vereador pelo Partido Trabalhista Brasileiro (PTB), com 4.020 votos.
Em janeiro de 2021, foi eleito presidente da Câmara Municipal de Nilópolis.
Em 2022, foi eleito deputado estadual pelo União Brasil (UNIÃO), com 51.563 votos.
Em fevereiro de 2024, votou a favor da manutenção do mandato da deputada Lucinha, que havia sido afastada do cargo pelo Tribunal de Justiça do estado, acusada de possuir ligações com milicianos.